# Маттеотти, Лука
Лу́ка Маттео́тти (итал. Luca Matteotti ; род. 14 октября 1989 года, Аоста) — сноубордист из Италии, выступающий в бордеркроссе, чемпион мира, участник Олимпийских игр.

## Карьера
Дебютировал в Кубке мира в марте 2008 года на домашнем этапе в Вальмаленко, где занял 28-е место.
В декабре 2010 года одержал первую победу, выиграв этап в австрийском Лехе. После этого ещё дважды попадал на подиумы кубковых соревнований.
В 2011 году на чемпионате мира в Испании остановился в шаге от медали, став четвёртым, через два года выступил менее удачно и расположился в итоговом протоколе на 18-й позиции.
В 2014 году принимал участие в Олимпиаде в Сочи и занял шестое место в бордеркроссе. Он пробился в финальный заезд, но занял в нём последнее место.
На чемпионате мира 2015 года в австрийском Крайшберге выиграл золотую медаль, став чемпионом мира.

## Подиумы на Кубке мира
| Дата        | Место проведения | Место |
| ----------- | ---------------- | ----- |
| 8 Дек 2010  | Лех              | 1-е   |
| 25 Мар 2011 | Ароза            | 2-е   |
| 15 Янв 2014 | Вальнорд         | 3-е   |